# Шей, Спек
Фрэнсис Джозеф «Спек» Шей (англ. Francis Joseph «Spec» Shea; 2 октября 1920, Ногатак, Коннектикут — 19 июля 2002, Нью-Хейвен, там же) — американский бейсболист. Играл на позиции питчера. С небольшим перерывом выступал в Главной лиге бейсбола с 1947 по 1955 год. Победитель Мировой серии 1947 года в составе «Нью-Йорк Янкис». Участник Матча всех звёзд лиги 1947 года.

## Биография

### Ранние годы
Фрэнсис Джозеф О’Шей родился 2 октября 1920 года в Ногатаке в штате Коннектикут. Он был вторым ребёнком в семье Фрэнсиса О’Шея—старшего и его супруги Хелен. Прозвище «Спек» он получил в детстве из-за большого числа веснушек. Его отец в школьные годы был многообещающим питчером, но после женитьбы отказался от намерения профессионально играть в бейсбол. Сын пошёл по его стопам. В 1938 и 1939 годах он в составе команды старшей школы Ногатака выигрывал чемпионат штата. В 1940 году игрой Шея, к этому моменту сократившего свою фамилию, заинтересовался скаут «Нью-Йорк Янкис» Пол Кричелл.
Подписав контракт, в 1940 году Шей дебютировал в профессиональном бейсболе. В течение трёх лет он быстро продвигался в фарм-системе «Янкис» и в 1942 году играл уже на уровне AA-лиги в составе «Канзас-Сити Блюз». Затем его призвали на военную службу, которую он проходил в частях Корпуса армейской авиации. Шей участвовал в высадке в Нормандии. Во время пребывания во Франции он получил тяжёлые ожоги, когда пуля снайпера попала в канистру с бензином у него в руках. Несколько месяцев он провёл в госпитале.
В США Шей вернулся в конце 1945 года. Сезон уже заканчивался и ему пришлось играть за полупрофессиональную команду Уотербери Брасскос. В её составе он принял участие в выставочной игре против Янкис, которая завершилась со счётом 1:0. Успешное выступление принесло Шею приглашение на весенние сборы с основным составом ньюйоркцев. Затем он пропустил два месяца после операции по поводу аппендицита, а летом играл в Лиге Тихоокеанского побережья за «Окленд Оукс», которых тренировал Кейси Стенгел. В составе Оукс Шей выиграл пятнадцать матчей, а его показатель пропускаемости 1,66 стал вторым в лиге.

### Главная лига бейсбола
Весной 1947 года на сборах он произвёл впечатление на главного тренера «Янкис» Баки Харриса и вошёл в число претендентов на место в стартовой ротации команды. В дебютном матче 19 апреля 1947 года Шей провёл на поле два иннинга как реливер, а спустя пять дней он впервые вышел на игру стартовым питчером. К перерыву на Матч всех звёзд он одержал одиннадцать побед при двух поражениях с пропускаемостью 1,91. В конце июня Янкис организовали День Спека Шея. На игру приехало большое количество болельщиков из Коннектикута, а власти Ногатака подарили ему автомобиль Hudson. Шей вошёл в число участников Матча всех звёзд, где сыграл три иннинга и стал первым новичком, одержавшим победу в этой игре. Диктор клуба Мел Аллен дал ему прозвище «Ногатакcкий самородок» (англ. The Naugatuck Nugget). Вторую половину июля и август он пропустил из-за болей в шее. На поле Шей вернулся в концовке чемпионата, выиграв три из последних четырёх матчей. В Мировой серии «Янкис» обыграли «Нью-Йорк Джайентс» со счётом 4:3, он одержал победы во втором и пятом матче. В голосовании, определявшем лучшего новичка сезона, он занял третье место после Джеки Робинсона и Ларри Дженсена.
По ходу дальнейшей карьеры Шею больше не удалось приблизиться к такому уровню игры, который он показывал в дебютном сезоне. В 1948 году он одержал девять побед при десяти поражениях и пропускаемости 3,41. В следующем сезоне из-за проблем с рукой и шеей его перевели в фарм-клуб, где он оставался до конца 1950 года. В состав «Янкис» Шей вернулся в сезоне 1951 года, но уже не играл заметной роли в команде. Он одержал пять побед при пяти поражениях, его показатель пропускаемости составил 4,33. В Мировой серии против «Джайентс» тренерский штаб его не задействовал.
В мае 1952 года Шей был обменян в «Вашингтон Сенаторз». В новой команде он занял место второго питчера в ротации и в двух следующих чемпионатах одерживал более десяти побед. За Сенаторз он играл до конца сезона 1955 года. Владелец клуба Кларк Гриффит хотел видеть его в роли тренера питчеров, но осенью он скончался и эти планы не осуществились.

### После бейсбола
Закончив играть, Шей с супругой Женевьевой и детьми вернулся в Ногатак. До выхода на пенсию в 1989 году он работал в департаменте парков и зон отдыха. «Янкис» регулярно приглашали его на различные мероприятия с участием ветеранов команды. Шей играл на благотворительных турнирах по гольфу, а также участвовал в деятельности фонда Baseball Assistance Team, занимавшегося поддержкой бывших игроков. В 1980-х годах он тренировал актёра Роберта Редфорда, готовившегося к съёмкам в фильме «Самородок».
В июне 2002 года Шей перенёс операцию по замене сердечного клапана. Через месяц, 19 июля 2002 года, он скончался в Йельской больнице в Нью-Хейвене. Ему был 81 год.